# Тереза-Пятница
«Тереза-Пятница» (итал. Teresa Venerdì) — итальянская чёрно-белая комедия режиссёра Витторио Де Сики по одноимённому роману Режё Тёрёка (венг. Rezsö Török). Премьера фильма состоялась 24 ноября 1941 г. Слоган фильма: «Даже доктору есть чему поучиться у неё!» (англ. Even a doctor can learn things from her...)

## Сюжет
Сентиментальный неопытный доктор Пьетро Виньяли сильно задолжал своей подруге Лоретте Приме. После угроз кредиторов продать всё его имущество, Пьетро устраивается на работу в сиротский приют. Это приводит его к помолвке с наследницей тюфячного магната Лилли Пассалаквой. Правда одна из сирот, Тереза, прозванная Пятницей, очень привязывается к приютскому врачу.

## В ролях
- Витторио Де Сика — доктор Пьетро Виньяли
- Адриана Бенетти —  Тереза-Пятница
- Анна Маньяни — Маддалена Тентини / Лоретта Прима
- Ирасема Дилиан — Лилли Пассалаква
- Ольга Виттория Джентилли — Роза Пассалаква
- Гильельмо Барнабо — Агостино Пассалаква
- Эльвира Бетроне — директор сиротского приюта
- Джудита Риззоне — Анна
- Вирджилио Риенто — Антонио
- Аннибале Бетроне — Умберто Виньяли
- Нико Пепе — доктор Паскуале Гроссо
- Клара Аутере Пепе — Джузеппина
- Дзаира Ла Фратта — Алиса
- Алессандра Адари — Катерина
- Лина Маренго — преподавательница Риччи
- Армандо Мильиари — почтовый служащий
- Артуро Брагалья — кредитор
- Джакомо Альмиранте — кредитор
- Луиджи Карроне — кредитор
- Федерико Коллино — Витторио, режиссёр варьете
- Дина Романо — служанка Пьетро
- Карло Симонески — Луиджи, камергер дома Пассалаква

## Съёмочная группа
- Режиссёр-постановщик: Витторио Де Сика
- Сценаристы: Альдо де Бенедетти (нет в титрах), Витторио Де Сика, Чезаре Дзаваттини (нет в титрах), Герардо Герарди, Маргерита Мальионе, Франко Риганти
- Оператор: Винченцо Сератриче
- Художник-постановщик: Оттавио Скотти
- Композитор: Ренцо Росселлини
- Монтажёр: Марио Бонотти
- Звукорежиссёр: Бруно Бруначчи